# Andrius Mamontovas

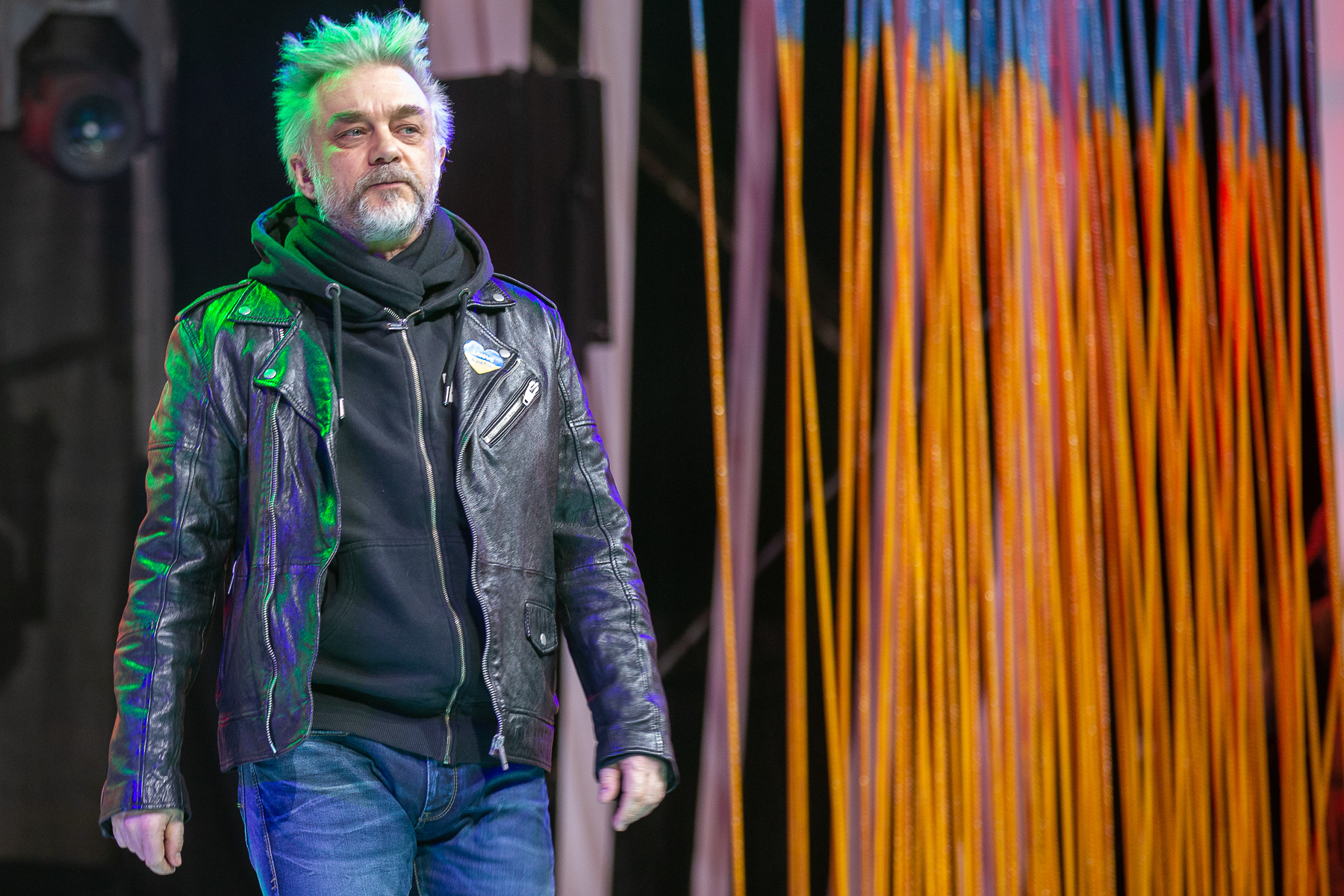

Andrius Mamontovas (Vilnius, 23 de agosto de 1967) é um músico, compositor, ator e produtor musical lituano. Foi um dos co-fundadores da banda de rock lituano mais famosa, Foje (1983-1997). Também é um dos planejadores do projeto da banda LT United.

## Carreira
Em 1983, Andrius Mamontovas começou sua carreira musical formando o grupo de rock Foje, uma das bandas mais famosas da Lituânia. De 1983 até 1997, a banda lançou 14 álbuns bem sucedidos e ganhou todos os prêmios musicais possíveis com a aclamação pública nacional. Entre suas várias realizações, a banda Foje fez tours pela Europa e América, e seu último show aconteceu em Vilnius, com uma audiência de 60 000 pessoas. Esta apresentação de despedida ainda segura o maior recorde na Lituânia.
Depois que o Foje se separou, Mamontovas começou sua carreira solo, e têm sido indicado a vários prêmios, ganhando diversos deles, de melhor trabalho solo no país. Atualmente, ele tem 15 Bravo Awards (prêmio lituano equivalente ao Grammy) no total, adquirido por melhor música, melhor álbum, melhor show e melhor atuação do ano. Mamontovas também escreveu trilhas sonoras para diversos curta-metragens, e música para a peça de teatro Ivanov, de Anton Cheknov (dirigida por Nekrošius), no Teatro Argentina, em Roma.
As canções de Mamontovas têm influência profunda na Lituânia. Tendo atuado em vídeos e pequenas escalas em filmes, Andrius foi convidado para atuar o personagem principal de Hamlet, dirigido por Eimuntas Nekrošius. A peça ainda está em tour pelo mundo (desde 1997) e já foi apresentada mais de 180 vezes só em 2006.
A apresentação de Mamontovas foi o ato principal no festival na Porta de Brandemburgo, em Berlim, em 1 de maio de 2004, celebrando a ascensão lituana na União Europeia. Ele também apareceu em concertos de Sting, Bryan Adams e The Sugarcubes. Mamontovas já trabalho também como produtor e compositor para amigos artistas.
Mamontovas iniciou o projeto LT United, pretendendo representar a Lituânia no Festival Eurovisão da Canção 2006. A música da banda, "We are the winners" adquiriu muito reconhecimento tanto para os membros gravadora, quanto para os músicos. A banda chegou a gravar outras músicas e fez um álbum, e se apresentou na Irlanda, Alemanha, Islândia, Croácia, entre outros.
Mamontovas continua a aspirar reconhecimento mundial e, recentemente, assinou com a gravadora Forman Bros. Recordings, localizada na Califórnia. Seu primeiro trabalho oficial em inglês, se chama Cloudmaker, e mostra uma enorme variação de interesses e habilidades quando se trata de uma carreira levada pelo idioma inglês.

## Discografia

### Foje
- 1989 - Geltoni Krantai
- 1990 - Žodžiai Į Tylą
- 1991 - Gali Skambėti Keistai - primeiro CD na história da música lituana.
- 1992 - Kitoks Pasaulis
- 1993 - Vandenyje
- 1994 - Tikras Garsas
- 1994 - M-1 (dancemixes)
- 1994 - Aš Čia Esu
- 1995 - Kai Perplauksi Upę
- 1995 - Live On The Air
- 1996 - 1982
- 1997 - The Flowing River EP
- 1997 - Mokykla
- 1999 - Vilnius Kaunas Klaipėda
- 2002 - Paveikslas
- 2006 - Kita Paveikslo Pusė

### Carreira Solo
- 1995 - Pabėgimas (Escape)
- 1997 - Tranzas
- 1998 - Šiaurės naktis. Pusė penkių
- 1999 - Mono Arba Stereo
- 2000 - Šiaurės Naktis. Pusė Penkių
- 2000 - Anapilis
- 2000 - Cloudmaker
- 2000 - Visi langai žiūri į dangų (Todas as Janelas Olham para o Céu)
- 2001 - Cloudmaker. No Reason Why
- 2001 - Clubmix.lt
- 2002 - O, meile! (Oh, Amor!)
- 2003 - Beribiam danguje
- 2004 - Tadas Blinda
- 2006 - Saldi.Juoda.Naktis. (Doce.Preto.Noite)
- 2006 - Tyla (Silêncio)
- 2008 - Geltona žalia raudona (Amarelo Verde Vermelho)
- 2011 - Elektroninis Dievas